# Hôtel Fousteau-Dutertre
L'hôtel Fousteau-Dutertre est un hôtel particulier situé à Mortagne-au-Perche, en France.

## Localisation
Le monument est situé dans le département français de l'Orne, au no 22 de la rue Sainte-Croix, à Mortagne-au-Perche, à 250 m au sud de l'église Notre-Dame.

## Architecture
Les façades et les toitures sont classées au titre des monuments historiques par arrêté du 17 juin 1975.